# Melica brasiliana
Melica brasiliana är en gräsart som beskrevs av Pietro Arduino. Melica brasiliana ingår i släktet slokar, och familjen gräs. Inga underarter finns listade i Catalogue of Life.